# جونگ چون-می
جونگ چون-می (انگلیسی: Jong Chun-mi؛ زادهٔ ۱۵ مارس ۱۹۸۵) وزنه‌بردار زن اهل کره شمالی است.
وی در مسابقات کشوری و بین‌المللی در مجموع برندهٔ ۲ مدال برنز شده‌است.